# Jorge Barrera (futbolista)
Jorge Armando Barrera Toscano (nacido el 17 de febrero de 1982 en Guadalajara, Jalisco), es un exfutbolista mexicano que jugaba en la posición de mediocampista. Surgió de las filas del Club Deportivo Guadalajara y se retiró en el Celaya F. C. de la extinta Liga de Ascenso MX.

## Trayectoria
Debutó con el Club Deportivo Guadalajara en el 2001 y jugó en la institución hasta el Apertura 2006.
Jugó el torneo Apertura 2006 con el Querétaro Fútbol Club.
Para el Apertura 2007, es transferido al Santos Laguna donde consiguió un título.

## Clubes
| Club                        | País   | Año       |
| --------------------------- | ------ | --------- |
| Chivas                      | México | 2001-2006 |
| Querétaro Fútbol Club       | México | 2006      |
| Santos Laguna               | México | 2007-2009 |
| Reboceros de la Piedad      | México | 2010-2011 |
| Correcaminos de la UAT      | México | 2011      |
| Tiburones Rojos de Veracruz | México | 2012      |
| Estudiantes Tecos           | México | 2012      |
| Club Celaya                 | México | 2013      |

## Palmarés

### Campeonatos nacionales
| Título          | Club          | País   | Año  |
| --------------- | ------------- | ------ | ---- |
| Torneo Clausura | Santos Laguna | México | 2008 |